# Rejang (Sprache)
Rejang ist eine auf Sumatra um Bengkulu vom Volk der Rejang gesprochene Sprache. Sie gehört zu den malayo-polynesischen Sprachen der austronesischen Sprachen, ist aber nicht näher mit anderen Sprachen verwandt, am ehesten noch mit Sprachen von Borneo. Die Sprache wurde in der Rejang-Schrift geschrieben. Es gibt fünf Hauptdialekte.